# Dänikon
Dänikon (toponimo tedesco) è un comune svizzero di 1 884 abitanti del Canton Zurigo, nel distretto di Dielsdorf.

## Storia
Il comune è stato istituito nel 1843 per scorporo da quello di Dällikon.

## Società

### Evoluzione demografica
L'evoluzione demografica è riportata nella seguente tabella:
Abitanti censiti

## Amministrazione
Ogni famiglia originaria del luogo fa parte del cosiddetto comune patriziale e ha la responsabilità della manutenzione di ogni bene ricadente all'interno dei confini del comune.